# NGC 3065
NGC 3065 ist eine linsenförmige Galaxie vom Hubble-Typ SA0 im Sternbild Großer Bär. Sie ist schätzungsweise 94 Millionen Lichtjahre von der Milchstraße entfernt.
Das Objekt wurde am 3. April 1784 von Wilhelm Herschel entdeckt.